# Big Girls Don’t Cry
«Big Girls Don’t Cry» — песня в стиле поп-баллады, написанная и исполненная американской певицей и автором песен Ферги. Стала 4-м синглом с её дебютного сольного альбома The Dutchess (2006) и 3-м для неё хитом № 1 в Billboard Hot 100 (США) в сентябре 2007 года. Певица получила за эту песню номинацию на премию «Грэмми» в категории «Лучший женский поп-вокал» на 50-й церемонии, которая прошла 10 февраля 2008 года. Песня вошла в сотню лучших в хит-параде хитов всех времён Billboard: All-Time Hot 100 Top Songs под № 89 и стала 13-й по коммерческому успеху песней десятилетия на конец 2009 года по версии Billboard (Hot 100 Songs of the Decade). Сингл также стал 8-м в чарте поп-песен десятилетия (Mainstream Top 40).

## История
Песня имела международный успех, возглавив хит-парады многих стран, включая Австралию, Австрию, Бразилию, Ирландию, Канаду, Мексику, Новую Зеландию, Румынию, США, Хорватию. В Великобритании песня была № 2, уступив лидировавшему 10 недель синглу «Umbrella» Рианны, но пробыл 23 недели в UK Singles Chart Top 40 и 9 недель в Top-10.
Ферги стала только второй американской певицей нулевых годов (2000—2009), сразу три сингла которой с одного альбома стали чарттопперами после Кристины Агилеры, которая это сделала ранее в 1999—2000. Кроме того, этот сингл был № 1 в чартах Billboard Pop 100, Pop 100 Airplay, Hot 100 Airplay и Hot Digital Songs. В чарте American Top 40 он был 49 недель (26 в лучшей десятке) и лидером 8 недель подряд. «Big Girls Don’t Cry» стала первым хитом Ферги № 1 в чартах Hot Adult Contemporary Tracks и Adult Top 40, где она стала первой за 52 недели женщиной, возглавлявшей их. Песня стала одной из наиболее успешных по итогам 2007 года в США, пробыв 21 неделю подряд в Top-10, включая 18 недель в Top-5.
Тираж «Big Girls Don’t Cry» к августу 2012 года составил 3,833,000 копий.
В видеоклипе снялся американский актёр Майло Энтони Вентимилья.

## Список композиций
- US CD and Download Single

1. «Big Girls Don' Cry (Big Girls Remix)» — 3:55

- UK CD Single

1. «Big Girls Don’t Cry» — 4:28
2. «Pedestal» — 3:23

- Australian CD Single

1. «Big Girls Don’t Cry» — 4:28
2. «Pedestal» — 3:22
3. «Finally» (Live) — 3:50
4. «Big Girls Don’t Cry» (Music Video) — 5:08

## Хит-парады и сертификация
| Чарт                                        | Высшая позиция |
| ------------------------------------------- | -------------- |
| Австралия (ARIA)                            | 1              |
| Австрия (Ö3 Austria Top 40)                 | 1              |
| Бельгия/Фландрия (Ultratop 50)              | 6              |
| Бельгия/Валлония (Ultratop 50)              | 27             |
| Канада (Billboard Canadian Hot 100)         | 1              |
| Чехия (Rádio — Top 100)                     | 1              |
| Дания (Tracklisten)                         | 4              |
| Европа (Billboard European Hot 100 Singles) | 3              |
| Финляндия (Suomen virallinen lista)         | 10             |
| Франция (SNEP)                              | 11             |
| Германия (GfK)                              | 6              |
| Венгрия (Rádiós Top 40)                     | 30             |
| Ирландия (IRMA)                             | 1              |
| Нидерланды (Single Top 100)                 | 4              |
| Новая Зеландия (Recorded Music NZ)          | 1              |
| Норвегия (VG-lista)                         | 1              |
| Moscow Airplay Chart                        | 1              |
| Russian Airplay Chart                       | 5              |
| ЕвроХит Топ-40                              | 3              |
| Словакия (Rádio — Top 100)                  | 1              |
| Швеция (Sverigetopplistan)                  | 4              |
| Швейцария (Schweizer Hitparade)             | 3              |
| Великобритания (OCC UK Singles)             | 2              |
| США (Billboard Hot 100)                     | 1              |
| США (Billboard Pop Airplay)                 | 1              |

| Страна      | Сертификация |
| ----------- | ------------ |
| Австралия   | 2× Platinum  |
| Бразилия    | Platinum     |
| Denmark     | Platinum     |
| New Zealand | Platinum     |
| Norway      | Gold         |
| Швеция      | Gold         |
| США         | 3× Platinum  |

| Чарты (2007)              | Позиция |
| ------------------------- | ------- |
| Australian Singles Chart  | 1       |
| German Singles Chart      | 22      |
| New Zealand Singles Chart | 2       |
| Россия (Love Radio)       | 20      |
| Россия (Европа Плюс)      | 26      |
| UK Singles Chart          | 21      |
| US Billboard Hot 100      | 4       |